# 格利泽近星星表
格利澤近星星表是經常被引用的現代星表，它收錄了與地球的距離少於25秒差距的恆星。

## 初版和增補
在1957年，德國天文學家威廉·格利澤發表了他的第一本星表，收錄了近千顆距離地球在20秒差距之內的恆星，是依照赤經排序並且註明已知的自行。這個星表的第一版以GL NNN做為條目的標示，恆星的序號從1至915。
他在1969年對原來的星表發表了重大的更新，將原本的近星星表的距離範圍擴充至22秒差距。這次的擴充使恆星的數量增加為1,529顆，條目的標示為Gl NNN.NA，恆星的序號改為從1.0至915.0。不在原本格利澤星表中的恆星，仍依赤經的排序，以附加小數的方式，依序插入原有的序號之間。.
理查·范·里特·伍利和他的夥伴在1970年出版了增補的星表，將距離擴充到25秒差距。 這次增補增加的恆星在星表中以9001至9850的序號登錄，但現在不再加註Wo做為前置詞，而也都以GJ做為前置詞。

## 之後的版本
格利澤與哈特穆特·亞賴斯（Hartmut Jahreiß）合作在1979年發表了第二次的增補版，這聯合的版本現在通常稱為Gliese-Jahreiß (GJ)星表。這本星表分成兩個表：第一個表使用的條目名稱是GJ NNNN，編號1000至1294是確認的近地恆星；第二個表使用的條目名稱是GJ NNNN，編號2001至2159是被懷疑的近地恆星。自從這個星表發行以來，包括聯合星表和後續版本登錄的所有恆星都以GJ為前置詞來標示。
格利澤和亞賴斯再度合作，在1991年發表了近星星表第三版 (CNS3)；其中包括的恆星超過3,800顆。雖然這份星表被認為是初步的，但仍然是目前使用中的星表。這份星表總共列出了3,803顆恆星，這些恆星大多數都有GJ編號，但仍然有1,388顆沒有編號。在沒有最終版本將要發表的訊息下，這些未編號的恆星仍然需要有個名稱，目前暫時編為NN 3001至NN 4388 (NN代表"沒有名字")，並且資料文件中通常都包含這些數字。例如，GJ 3021就是這種在GJ星表中沒有編號恆星的非官方名稱。
在1998年，亞賴斯發表了一份只能在線上使用的增補版，可以在海德堡的天文學計算研究所上檢索，稱為ARICNS。
多年來，這份星表以不同的形式發布，隨著文件傳播的進步，從早期印刷版本的形式演進到後期的電子表單的形式，這是在目前的情況下多數大型星表目錄所採用的型式。
有些恆星仍以這份星表中原有的名稱最為人所知，例如格利澤581和格利澤710。格利澤近星星表是研究仳鄰地球的恆星時最常被引用的星表。

## 格利澤近星星表
- 格利澤1
- 格利澤16
- 格利澤33
- 格利澤65
- 格利澤67
- 格利澤75
- 格利澤86
- 格利澤105
- 格利澤221
- 格利澤229
- 格利澤250
- 格利澤317
- 格利澤436
  - 格利澤436b：繞行紅矮星格利澤436公轉的一顆系外行星。
  - 格利澤436c：被懷疑是繞行紅矮星格利澤436公轉的一顆系外行星，質量大約是地球的5倍。
- 格利澤445
- 格利澤541 - 大角
- 格利澤542
- 格利澤570
- 格利澤581：在天秤座的一顆紅矮星。
  - 格利澤581b：繞行紅矮星格利澤581公轉的一顆系外行星。
  - 格利澤581c：繞行紅矮星格利澤581公轉的一顆系外行星。。
  - 格利澤581d：繞行紅矮星格利澤581公轉的一顆系外行星。
  - 格利澤581e：繞行紅矮星格利澤581公轉的一顆系外行星。
  - 格利澤581g：繞行紅矮星格利澤581公轉的一顆系外行星，並且是最像地球的適居帶行星。
  - 格利澤581f：繞行紅矮星格利澤581公轉的一顆系外行星。
- 格利澤623
- 格利澤651
  - 格利澤651b：繞行公轉紅矮星格利澤651公轉的一顆系外行星。
- 格利澤667
- 格利澤673
- 格利澤710：在巨蛇座尾部的一顆紅矮星。
- 格利澤721：織女星，在天空中最亮的恆星之一。
- GJ 725
- 格利澤747AB
- 格利澤777
  - 格利澤777Ab
  - 格利澤777Ac
- 格利澤783
- 格利澤876
  - 格利澤876b
  - 格利澤876c
  - 格利澤876d
  - 格利澤876e
- 格利澤884
- 格利澤892
- 格利澤1214：在蛇夫座的一顆紅矮星。
  - GJ 1214b：一顆超級地球。
- 格利澤3021

## 外部連結
- Gliese catalog at Heidelberg University （页面存档备份，存于）